# Rizalit
Rizalit (od njemačke riječi „Risalit“) naziv je za istaknuti dio pročelja neke građevine, koji u cijeloj svojoj visini izbija iz zidne mase, najčešće u obliku poligonalne, pravokutne, ovalne ili kružne izbočine, a svojim završetkom može nadvisivati krovnu masu građevine koju raščlanjuje.
Rizalit se u različitim oblicima javlja još u profanoj arhitekturi antike i srednjeg vijeka, te u pravilu ima dominantno obrambenu funkciju. U novom vijeku funkcija mu je pretežito dekorativna, premda za oba ta pravila postoje i neke iznimke.
Prema svojem položaju, rizaliti mogu biti središnji, ugaoni i pobočni. 
Središnji i pobočni osobito su česti u feudalnoj arhitekturi dvoraca i palača novoga vijeka.